# Oblasti tvorby tropických cyklón
Oblasti tvorby tropických cyklón se tradičně dělí do sedmi hlavních zón, které pokrývají severní Atlantik, severovýchodní, severozápadní a jihozápadní Pacifik, severní, jihozápadní a jihovýchodní Indický oceán. Nejaktivnější je zóna severozápadního Pacifiku, nejméně aktivní naopak zóna severního Indického oceánu. Ročně se po celém světě vytvoří průměrně 86 tropických bouří, z toho 47 se stane tropickou cyklónou (hurikánem/tajfunem/cyklónem) – bouří kategorie 1 nebo vyšší na Saffirově–Simpsonově stupnici, 20 pak intenzivní tropickou cyklónou (velkým hurikánem, supertajfunem) – bouří kategorie 3 nebo vyšší na Saffirově–Simpsonově stupnici.
Světová meteorologická organizace (WMO) začala v devadesátých letech 20. století podporovat vznik regionálních specializovaných meteorologických středisek, které postupně vytvořily celosvětovou síť, která zajišťuje varování před přírodními katastrofami včetně tropických cyklón. Americký Národní úřad pro oceán a atmosféru je součástí programu od roku 1993, australské Bureau of Meteorology od roku 1995, Japonská metorologická agentura od roku 1997. Vzhledem k rozmístění a působnosti regionálních středisek dělí WMO oblasti tvorby tropických cyklón poněkud podrobněji do celkem třinácti zón (viz mapa a přehled níže).

## Rozdělení do zón dle WMO
Následující mapa ukazuje přehled zón podle dělení Světové meteorologické organizace (WMO) a umístění zodpovědných regionálních monitorovacích středisek a varovných center:

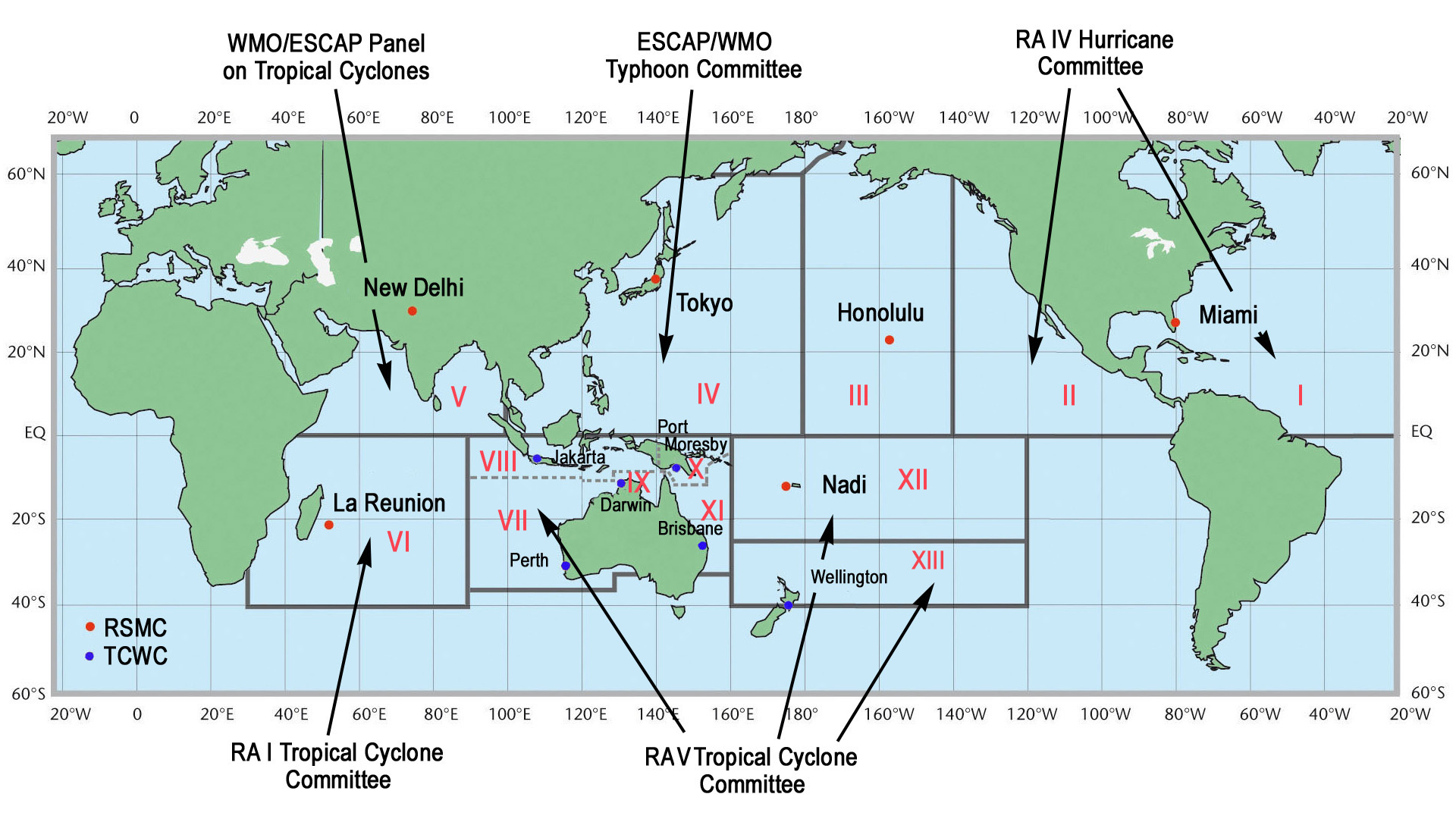

Tabulka shrnuje údaje z výše uvedené mapy. Poznámka: RSMC = regionální specializované meteorologické středisko (Regional Specialized Meteorological Center), TCWC = středisko varování před tropickými cyklónami (Tropical Cyclone Warning Centre).
| Zóna     | Popis                                            | Zodpovědná agentura                                                                | Střediska (RSMC a TCWC) |
| -------- | ------------------------------------------------ | ---------------------------------------------------------------------------------- | ----------------------- |
| I-II     | severní Atlantik a východní Pacifik              | Národní centrum pro hurikány v USA (U.S. National Hurricane Center, NHC)           | RSMC Miami              |
| III      | střední Pacifik                                  | Středopacifické centrum pro hurikány (U.S. Central Pacific Hurricane Center, CPHC) | RSMC Honolulu           |
| IV       | severozápadní Pacifik                            | Japonská meteorologická agentura (Japan Meteorological Agency, JMA)                | RSMC Tokio              |
| V        | severní Indický oceán                            | India Meteorological Department (IMD)                                              | RSMC Nové Dillí         |
| VI       | jihozápadní Indický oceán                        | Météo France                                                                       | RSMC Réunion            |
| VII-XI   | jihozápadní Pacifik a jihovýchodní Indický oceán | VII: Australian Bureau of Meteorology                                              | TCWC Perth              |
| VII-XI   | jihozápadní Pacifik a jihovýchodní Indický oceán | VIII: Indonesian Agency for Meteorology                                            | TCWC Jakarta            |
| VII-XI   | jihozápadní Pacifik a jihovýchodní Indický oceán | IX: Australian Bureau of Meteorology                                               | TCWC Darwin             |
| VII-XI   | jihozápadní Pacifik a jihovýchodní Indický oceán | X: Papua New Guinea National Weather Service                                       | TCWC Port Moresby       |
| VII-XI   | jihozápadní Pacifik a jihovýchodní Indický oceán | XI: Australian Bureau of Meteorology                                               | TCWC Brisbane           |
| XII-XIII | jižní Pacifik                                    | XII: Fiji Meteorological Service (FMS)                                             | RSMC Nadi               |
| XII-XIII | jižní Pacifik                                    | XIII: Meteorological Service of New Zealand, Ltd.(MetService)                      | TCWC Wellington         |

Při porovnání výše uvedeného dělení podle WMO s „tradičním“ dělením zón zóna I odpovídá severnímu Atlantiku, zóny II a III severovýchodnímu Pacifiku, zóna IV severozápadnímu Pacifiku, zóna V severnímu Indickému oceánu, zóna VI jihozápadnímu Indickému oceánu, zóny VII, VIII a IX jihovýchodnímu Indickému oceánu a zóny X, XI, XII a XII jihozápadnímu Pacifiku.

## Mimo zóny

### Jižní Atlantik
V jižním Atlantiku se občas vyskytne tropická bouře, ale plně zformovaná tropická cyklóna je zde extrémně vzácným jevem. Jediný zaznamenaný případ je hurikán Catarina, který zasáhl pobřeží jižní Brazílie v roce 2004.

### Středozemní moře
Ve Středozemním moři se občas vyskytují bouře, jejichž struktura připomíná tropické cyklóny, a jejichž intenzita se tropickým cyklónám blíží. Tyto bouře se nazývají medikány. Princip vzniku medikánu je podobný principu vzniku tropické cyklóny. Medikán má sice mimotropický původ, ale vzniká nad otevřenými dostatečně teplými vodami z tlakové níže s nízkou teplotou v jádře, podobně jako subtropické cyklóny či některé anomální atlantické hurikány. Příkladem takových bouří jsou medikán Numa z listopadu 2017 či medikán Zorbas ze září 2018.